# Bastlösereim
Bastlösereime, auch Bastreime, Weidenreime oder Bastpfeifenreime genannt, sind traditionelle nord- und westdeutsche Kinderreime, die von Kindern beim Beklopfen der Weidenrinde zum Herstellen einer Flöte aufgesagt werden. Die Reime werden dabei so oft wiederholt, bis sich die Rinde bzw. der Bast gelöst hat. Durch ihre kulturellen Inhalte und die Form ihrer Sprache haben diese auch die Aufmerksamkeit vieler Heimatforscher an sich gezogen. Ab Mitte des 20. Jahrhunderts verschwanden diese Reime jedoch weitgehend aus dem aktiven kulturellen Gedächtnis.
Die sogenannten Flötenpfeifen, niederdeutsch auch Fleitjepiepen, Fleitepiepen oder Fleitpiepke, wurden im Frühjahr aus den Zweigen der Weide hergestellt. Die Rinde wurde dabei im monotonen Takt der Bastreime geklopft. Diese Reime sind häufig jeweils in ihrer lokalen niederdeutschen Mundart überliefert.
Der Straßen- und Familienname Piepenbrink bezieht sich auf die traditionellen Weidenpfeifen.

## Beispiele

### Bastreim aus dem Sauerland
Huppicke, Huppicke, sahpe,

en Pieptien well ik maken,

un wann et nit geroen well,

well ik ok kein Pieptien hänn.
(Quelle unter )

### Bastreim aus Löningen
Fleitpiepen, Fleitpiepen los,

Morgen kummt de Voß,

De will di dat Fell versoalen,

Löse, löse, los.
(Quelle unter )